# Johann Friedrich Fridolin von Kageneck
Johann Friedrich Fridolin Freiherr von Kageneck (* 14. Februar 1707 in Waldshut; † 2. April 1783 in Freiburg im Breisgau). Seine Eltern waren Georg Sebastian Reinhard von Kageneck (* 1666; † 1714) und Maria Franziska Josefa von Ulm (* 1680; † 1730). Er war ein Neffe des Landkomturs K. K. Kämmerer. Am 8. Januar 1771 wurde er mit seiner Familie von Kaiser Josef II. in den Reichsgrafenstand erhoben, dieser wurde 1773 von Frankreich bestätigt. Er erbte von seinem Vetter Joseph Anton von Kageneck die Herrschaftsrechte über Munzingen, Merdingen, Umkirch und weitere. Damit wurde er Besitzer aller Besitzungen der Familie Kageneck.

## Leben
Ein Porträt Johann Friedrich Fridolin v. Kagenecks und seiner Frau hängt im Munzinger Schloss, Maria Anna ist im Kostüm Tiroler Landleute dargestellt. Ihr Grabdenkmal ist an der Südwand des Chorraums der katholischen Munzinger Pfarrkirche St. Stephan.
Er erhielt seine Ausbildung in Wien und wurde dann kurkölnischer Kammerherr. Er war berühmt für die Feste, die er gab.
Vom 4. bis zum 6. Mai 1770 war er der Gastgeber für Marie-Antoinette von Österreich-Lothringen auf ihrer Brautfahrt von Wien nach Paris, er brachte sie in seinem Stadtpalais, dem Kageneck’sches Haus in Freiburg unter.
Vom Markgraf von Baden erhielt er die Jagderlaubnis für alle alt-badischen Gemarkungen.
Er stiftete eine Glocke für die Heilig-Geist-Spitalkirche von Freiburg, die noch in der Pfarrkirche St. Agatha (Horben) erhalten ist.

## Familie
Kegeneck heiratete am 26. Oktober 1734 Maria Anna Franziska Eleonore von Andlau (* 23. Februar 1717; † 13. Dezember 1780), Freiin von Andlau-Birseck (Arlesheim). Diese zwei bilden Stammeltern der bis heute bestehenden Munzinger Linie der Kagenecks. Das Paar hatte mehrere Kinder:
- Maria Anna (* 13. November 1735) ⚭ 1757 Freiherr Joseph Fidel von Rassler (1730–1806)[2]
- Maria Franziska (* 17. April 1737)

⚭ 1755 Graf Anton von Welsberg
⚭ 1758 Ignatz von Schönau
- Heinrich Hermann Eusebius (* 7. Mai 1738; † 1. November 1790) ⚭ 1772 Maria Franziska von Sturmfeder (* 25. August 1752; † 14. März 1827)[3]
- Johann Baptist (* 14. August 1739; † 1764), Domherr in Augsburg
- Johann Friedrich (* 1. April 1741; † 4. März 1800), Diplomat ⚭ Maria Theresia von Salm-Reifferscheidt (* 21. August 1757; † 22. April 1830)
- Maria Sophia (* 28. Oktober 1742) ⚭ 1760 Graf Ferdinand von Frohberg
- Maria Katharina (* 17. Februar 1744) ⚭ 1768 Freiherr Karl Specht von Bubenheim
- Maria Eva (* 21. April 1745) ⚭ 1765 Wilhelm Anton von Reinach
- Maria Antonia (* 2. Mai 1748; † 5. Juli 1821) ⚭ 1768 Graf Damian Anton von Stauffenberg (* 22. November 1735; † 30. November 1803)[4][5]
- Maria Beatrix (* 8. Dezember 1754; † 23. November 1828) ⚭ 1771 Franz Georg Karl von Metternich (* 9. März 1746; † 11. August 1818)